# 일레니아 파스토렐리
일레니아 파스토렐리(Ilenia Pastorelli, 1985년 12월 24일 ~ )는 이탈리아의 배우이다. 2016년 영화 《데이 콜 미 지그 로봇》으로 다비드 디 도나텔로상 여우주연상을 수상했다.

## 출연 작품
- 베네데타 폴리아 (Blessed Madness, 2018)